# 宮下貴裕
宮下 貴裕（みやした たかひろ、英:Takahiro Miyashita、1973年 - ）は、日本・東京生まれのファッションデザイナー。

## 概要
1973年生まれ。服飾学校に通わず、セレクトショップにて働きながらバイイング・服作りを学んだ後、独立しデザイナーとなる。
1996年11月、有限会社KOOKSを設立、「NUMBER(N)INE」を発表。
2009年2月20日、2009-2010 A/W を最後に、「NUMBER(N)INE」脱退・解散を発表。
2009年12月より、リーバイス社にて、デザイナーの倉石一樹と共作で作品を発表。
2010年5月18日、株式会社ソロイストを創設、代表取締役に就任、新ブランド「TAKAHIROMIYASHITA The SoloIst.」を発表。

## 人物
- 当初は表にはあまり出てこず、雑誌等でも顔写真の掲載は極めて少なかったが、近年ではインタビューや顔出し等、積極的に受ける様になった。
- ニルヴァーナやビートルズ、ガンズ・アンド・ローゼズ、BECK等の音楽を好み、それらがデザインに反映されている。
- ロックバンド「The High Streets」のヴォーカルも務めている。
  - メンバー:MIYASHITA(Vo/NUMBER(N)INE)、CHOKKO(G/ex..WINO)、THOGAWA(B/ex..WINO)、MORO(Dr/ex.nil)

## 来歴
- 1973年、東京都に生まれる。服作りは独学で学ぶ。
- 1996年、企画・プレスを務めたセレクトショップ「ネペンテス（NEPENTHES）」から独立。
  - 同年、独立と同時に有限会社KOOKSを設立。
  - 東京に合うものをテーマに掲げた「NUMBER(N)INE」をスタート。ブランド名の由来はビートルズの曲「レボリューション9」から引用。(N)はNEPENTHESのN。
- 1997年、表参道にショップをオープン。その後、数箇所移転した後、現在は東京・恵比寿の住宅街の中心に本店を設置。
- 2000年、2000-2001 A/W より東京コレクションに参加。
- 2002年、2002-2003 A/W 終了後、体調不良により1年間コレクションを沈黙。
- 2003年、2003 S/S - A/W を通したコレクションで1シーズンのブランクを経て復帰。
  - 同年、アメリカ・ニューヨークにショップをオープン。
- 2004年、2004-2005 A/W よりパリコレクションに参加。
- 2006年、新宿伊勢丹のメンズ館内に店舗を構える。
- 2007年、2007 S/Sよりデニム・カットソーを中心としたベーシックライン「n(n)」 を開始。
  - 同年、A/Wよりテーラードジャケットやセットアップスーツ等を中心の「クラシックライン」、ディレクション・監修を務めるレディスライン「9」を開始。
- 2008年、2月、大阪・梅田の阪急百貨店メンズ館にて、スタイリスト・野口強プロデュースによるショップ「クアドロフェニア」に出展。
  - 「クアドロフェニア」は、スタイリストである野口強がプロデュースするセレクトショップである。
  - 日本を代表するブランド、「アンダーカバー」「ヒステリックグラマー」「ナンバーナイン」「N.ハリウッド」を、一つのショップに集結させ話題になる。
  - ちなみに「クアドロフェニア」とは四重人格を意味する。
  - また野口によると、ナンバーナインの解散に伴い、「クアドロフェニア」の今後も未定とのことである。
- 2009年、2月20日、2009-2010 A/W を最後に、ブランドを脱退・解散を発表。
  - 通常ブランドの解体に際し、脱退・解散という表現は使用しないが、これは宮下氏がナンバーナインをロックバンドに例えている為と思われる。
  - 解散の理由は病気説も流れたが、WWDでのインタビューによると、「ナンバーナインというバンドで出来ることをやりつくした」との発言した。
  - 宮下の動向については未定であったが、「もう少しだけ待っていて欲しい」というコメントを残した。
  - 翌年3月、有限会社KOOKSが新体制のもと、「ナンバーナイン」等の商標を用い、新ビジネスをスタートさせると発表された。だが、デザイナーであった宮下氏は新生KOOKSの経営、デザインにも関知しないことも発表された。
- 同年、12月5日、リーバイス社の企画である「LEVI'S VINTAGE CLOTHING Tokyo Creators」に参加し、デザイナーの倉石一樹との共同でリーバイス501XXをカスタマイズした作品を2本発表する。これはナンバーナイン脱退以降、宮下久々の作品発表となった。
- 2010年、2月6日、webマガジンhoneyee.com内にてブログをスタートさせる。（現在も継続中）
- 同年、4月29日、前年からの流れを組む形で倉石と再タッグを組み、リーバイス社より、「左利き仕様」の限定ジーン「Levi's® Lefty Jean by Takahiro Kuraishi」を発表。このプロジェクトは、リーバイスのジーンズやジャケット等の特徴である右寄りのアイコン位置を全て左側に寄せ、「Lefty（左利き）」仕様にカスタマイズする企画である。
- 同年、5月18日、株式会社ソロイストを創設し代表取締役に就任、新ブランド「TAKAHIROMIYASHITA The SoloIst.」を立ち上げを発表。
  - 7月初旬頃にインスタレーション形式で1stコレクションを発表した。
  - 「コレクションはメンズ中心で、東京にて展示会形式で行う予定。ウィメンズは未定だが、今後展開するかもしれない」と答え、今後も宮下はシーズンや発表形式に縛られず、「TAKAHIROMIYASHITA The SoloIst.」らしい自由なもの作りを続けていくとし、その通り不定期に作品を発表している。
  - また、宮下自身がヴィジュアルデザインを手がけるフリーペーパーを発行し、12回分集めると1冊の本に製本してもらえるという新しい試みも行っている。
- 2011年、1月9日、東京・青山に初の直営店となる「s.0109」をオープンした。
  - 完全アポイントメント制のプライベートショップとなっており、場所は非公開。
  - 来店方法は、事前に、希望日時、名前、人数をメールで連絡し、返信を待って初めて来店することが出来るというものになっている。
  - ショップのオープンに伴い、古着を宮下自身が、解体・再構築した一点物のリメイクラインもスタートさせている。
- 同年、9月9日、東京・南青山にセレクトショップ「grocerystore.（グローサリ―ストア.）」をオープン。ちなみに「grocerystore.」は食料雑貨店という意味。
  - 南青山の「パレス青山」の一室にオープンし、「TAKAHIROMIYASHITATheSoloIst.」の世界観を表現したような店内となっている。
  - 主に自身のブランド「TAKAHIROMIYASHITA The SoloIst.」、「Levi's® Lefty Jean by Takahiro Kuraishi」、また、宮下自身がセレクトした、一点物の古着のリメイク、洋服やアクセサリー、シューズなどを取り扱い、限定リメイクTシャツの販売も予定されている。

## ブランド
- TAKAHIROMIYASHITA The SoloIst.

## 過去に携わったブランド
- NUMBER (N)INE（ナンバーナイン）
- n(n)（エヌ・エヌ）
- 9（ナイン）
- SHAMBLES（シャンブルズ）

## 親交のある人物
- 永瀬正敏
- 妻夫木聡
- 今宿麻美
- 田中宗一郎
- 鈴木卓爾
- 高橋盾
- 尾花大輔
- 北村信彦
- 野口強
- 伊賀大介
- 若槻善雄
- JUN
- ベック
- 市川孝典